# Ngembal Kulon
Ngembal Kulon is een bestuurslaag in het regentschap Kudus van de provincie Midden-Java, Indonesië. Ngembal Kulon telt 5447 inwoners (volkstelling 2010).